# Meleiro
Meleiro är en kommun i Brasilien.   Den ligger i delstaten Santa Catarina, i den södra delen av landet, 1 500 km söder om huvudstaden Brasília. Antalet invånare är 7 002.
Trakten runt Meleiro består till största delen av jordbruksmark. Runt Meleiro är det ganska tätbefolkat, med 185 invånare per kvadratkilometer.